# Динклаге
Динклаге (њем. Dinklage) град је у њемачкој савезној држави Доња Саксонија. Једно је од 10 општинских средишта округа Фехта. Према процјени из 2010. у граду је живјело 12.772 становника. Посједује регионалну шифру (AGS) 3460003.

## Географски и демографски подаци
Динклаге се налази у савезној држави Доња Саксонија у округу Фехта. Град се налази на надморској висини од 27 метара. Површина општине износи 72,6 km². У самом граду је, према процјени из 2010. године, живјело 12.772 становника. Просјечна густина становништва износи 176 становника/km².

## Међународна сарадња
| Мјесто | Држава    | Врста сарадње | Од    |
| ------ | --------- | ------------- | ----- |
|        | Француска | партнерство   | 1986. |
| Извор  |           |               |       |